# Kevin Welsh
Kevin Welsh (Trenton, 26 ottobre 1953) è un ex calciatore statunitense, di ruolo attaccante.

## Carriera

### Club
Dopo essersi formato nella selezione calcistica dell'University of Bridgeport, viene ingaggiato nella stagione 1975 dalla neonata franchigia della NASL degli Hartford Bicentennials, con cui non riuscì ad accedere ai playoff per il titolo a causa del quinto ed ultimo nella propria divisione. Anche nella stagione seguente, la 1976, non riuscì a superare la fase a gironi del torneo.
Nel 1977 segue il suo allenatore ai Bicentennials Manfred Schellscheidt ai N.J. Americans, franchigia dell'American Soccer League. Con gli Americans ha vinto il campionato 1977, battendo in finale  Sacramento Spirits.
Nel campionato 1978 torna nella NASL per giocare con i N.E. Tea Men, raggiungendo in due occasioni, nel 1978 e 1980, gli ottavi di finale.
Tra il 1975 ed il 1982 si dedicò all'indoor soccer, dapprima nella NASL Indoor e nella MISL.

### Nazionale
Nel 1975 ha giocato un incontro con la nazionale di calcio degli Stati Uniti d'America, ovvero l'amichevole persa per 4-0 contro la Polonia, subentrando all'ottantaquattresimo a Doug Wark.

## Statistiche

### Cronologia presenze e reti in Nazionale
| Cronologia completa delle presenze e delle reti in nazionale ― Stati Uniti | Cronologia completa delle presenze e delle reti in nazionale ― Stati Uniti | Cronologia completa delle presenze e delle reti in nazionale ― Stati Uniti | Cronologia completa delle presenze e delle reti in nazionale ― Stati Uniti | Cronologia completa delle presenze e delle reti in nazionale ― Stati Uniti | Cronologia completa delle presenze e delle reti in nazionale ― Stati Uniti | Cronologia completa delle presenze e delle reti in nazionale ― Stati Uniti | Cronologia completa delle presenze e delle reti in nazionale ― Stati Uniti |
| Data                                                                       | Città                                                                      | In casa                                                                    | Risultato                                                                  | Ospiti                                                                     | Competizione                                                               | Reti                                                                       | Note                                                                       |
| -------------------------------------------------------------------------- | -------------------------------------------------------------------------- | -------------------------------------------------------------------------- | -------------------------------------------------------------------------- | -------------------------------------------------------------------------- | -------------------------------------------------------------------------- | -------------------------------------------------------------------------- | -------------------------------------------------------------------------- |
| 24-6-1975                                                                  | Seattle                                                                    | Stati Uniti                                                                | 0 – 4                                                                      | Polonia                                                                    | Amichevole                                                                 | -                                                                          | 84’                                                                        |
| Totale                                                                     |                                                                            | Presenze                                                                   | 1                                                                          |                                                                            | Reti                                                                       | 0                                                                          |                                                                            |

## Palmarès
- American Soccer League: 1

New Jersey Americans: 1977